# 歪曲済アイラービュ
歪曲済アイラービュ（わいきょくずみアイラービュ）は、住野よるによる短編小説。住野よるのデビュー12作目となる作品である。

## 概要
「小説新潮」に掲載された単行本未収録の「滅亡型サボタージュ」「炎上系ファンファーレ」「地獄行パルクール」などを含む短編集である。単行本のカバーデザインは『か「」く「」し「」ご「」と「』のカバーデザインも手がけたイラストレーター「いつか」が担当した。初版本の帯には「世界が滅びるなんて、最高だ」「著者、暴走」と記載された。恒例の巻末作者プロフィールの好きなもには本作では「フィクション」を挙げている。

## あらすじ

### 滅亡型サボタージュ
同時接続40人程度の底辺ユーチューバー「こなるん」こと西村鳴子は、不定期に「こなるんの予言ちゃんねる」という生配信を行い、世界の滅亡を予言している。彼女は、自身がピクミンのような謎の個体を見えるようになったことを語り、それらと交わしたコミュニケーションが予言の根拠だと説明する。ストーカーにつきまとわれているが「世界が終わる瞬間に刑務所は可哀想」と放置している。20回目の配信では「今週中に世界が滅びる」と発言。配信中、箱買いした当たり付きお菓子の開封動画を試みるが、突如配信が中断する。

### 炎上系ファンファーレ
女子高生の渡辺和香（わたなべのどか）は、底辺ユーチューバーから世界が滅ぶことを伝えられる。やがて和香自身も謎の生き物が見えるようになり、世界が滅ぶことを確信する。どうせ死ぬのであれば、"じじい"や"ばばあ"が作り上げた世界で生きるのはまっぴらだと考え、自分の思うままに生きていくことを決意する。

### 悪魔流オブリージュ
正体が悪魔であることを隠して生きてきた先生は、二か月前に「もう悪魔であることを隠さなくてよくなった」と話した。クラスにいる俵さんは、男の先生を怖がり、腕に見せたくない傷があるかのようにずっと長袖を着ている。ある日、先生は「悪魔の責任を果たすよ」と言い残して姿を消した。僕は先生がやったことがちょっと問題でも、ちょっとくらい物が壊れても、それは人間界のルールが悪魔には合わなかっただけのことだと思う。何よりも、大切なのは、そのおかげで助かった人がいるという事実だ。

### 地獄行パルクール
大学生の絵馬（えま）は違う大学に通う幼馴染の六太（ろくた）に呼び出された。六太は小さな動物が見えるようになり、その動物が世界滅亡を予言していると話し、六太はもし世界が滅びるならせっかくだからみんなで楽しみたいと言う。その後、絵馬と六太は世界が滅びるがゆえに関係を深めていく。

### 形骸化メンソール
浦安は、取り壊されて駐車場になった自宅跡を見に行くと、そこでタバコを吸っている高校生くらいの女の子、ひよりと出会う。久しぶりにタバコを吸いたくなり、ひよりから1本もらうと、それはメンソールのタバコだった。その後、無性にそのタバコが吸いたくなり、コンビニで探すが見つからない。後日、再び自宅跡に行き、ひよりにタバコの銘柄を尋ねるが、彼女は「ファミレスで盗ったのでわからない」と答える。それでも、あの日吸ったタバコの銘柄が忘れられず、浦安は探し続けるようになる。やがて、浦安はくじ引きは二人でやったほうが当たるという考えに基づき、コンビニでメンソールのタバコを買って1本吸い、それが探している銘柄でない場合は残りをひよりに渡すようになる。そして、ひよりからは1本タバコをもらう、という習慣が始まる。ある日、ひよりから浦安が過去に犯した犯罪について尋ねられる。その後、春になるとひよりは姿を消し、それ以来現れなくなった。それから5年が過ぎた頃、浦安は「白い本」を見るようになる。無視して移動しても先回りして置かれているその本には、何も書かれていなかった。だが、ある日、その本に「世界が滅亡する。みんな死ぬ」という文字が印刷されているのを目にする。浦安は世界が滅亡するとわかったらひよりはどうするだろうと思い、ひよりを探し始める。

### 嗜好性ボロネーゼ
信用金庫に勤めている烏田、柏木沙良、山本萌枝、高良葉子は、原の家の料理教室に参加している。料理教室は定期的に開かれていた。原さんは料理が上手だが、いつも手を怪我して絆創膏をつけていた。料理を作りながらの雑談の中で、原さんは突然「映画などで人が人を食べる表現に興奮する」と話した。原さんの夫はアナウンサーで、生中継中に「地球は滅亡する」と話したため休業となり、原さんは離婚して仕事を辞め、自宅へ戻ることになった。これにより、料理教室も今日で最後になると告げた。そして、原さんは自分の体を削り、少しずつみんなに人肉を食べさせていたことを告白した。原さんは旦那さんのが感染して信じているわけではないと語った。烏田は小さな生物が見え、そいつらが世界はもう滅亡すると言っているから、倫理観や罪悪感は捨てても良いかと感じ、皆が動揺する中、何事もなかったかのように食事を続けた。

### 印象派アティチュード
那須木行（なすこゆき）は好きなアーティストへのファンレターで3本の注射器が見えるようになり、それが世界の滅亡を警告していると話す。ファンレターをもらったアーティストも花が見えており、その花も世界の滅亡を歌っていた。

### 小夜曲：セレナーデ
犬である私のもともとの飼い主である小夜は、私と配偶者の守を置いて出て行った。守には黒い女性の影が見えるようになり、その影は世界の滅亡を守に語っているようである。犬である私はキジトラ猫とあれについて情報を交換していく。

### 暴力的エピソード
妹が暴力的になり、誰もいない部屋で何かと会話をするようになった。さらに、妹が頻繁に「感染」や「伝播」といった独り言を口にするようになり、見えない何かが見える現象は他者から「感染」させられたのだと考えるようになる。ひよりは、その原因がYouTuberの「こなるん」こと西村鳴子にあると信じ、彼女の家を襲撃した。この出来事は、滅亡型サボタージュの配信が中止になった後のエピソードとして展開される。

### 一般用メッセージ
関町宗太郎オリバーは亜空間で仲間たちと地球を救う最後の作戦を前に日記を書く。本作は、5ページと収録作品の中で最も短い。

### 歪曲済アイラービュ
世界は滅亡せず、こなるんらが見ていた何かも世界中から消えていた。＜どっかのスパイ＞、＜さいころしっくす＞、＜ピーチウーロン＞、＜do_nash＞らが誰であったのかが明らかになっていく。襲撃を受けたひよりとは一緒にディズニーランドに行き、飲み会の日程調整をしている。こなるんは、生配信は今回で最終回にすると発表し、最後のまとめを話している途中でまたしても配信は中断する。